# TNCニュース工場
『TNCニュース工場』（ティーエヌシーニュースこうじょう）は、1987年4月1日から9月30日までテレビ西日本が放送されていた深夜のニュース番組（『FNNニュース工場』のテレビ西日本タイトル差し替え）。

## 番組概要
- 正式タイトルは『FNNニュース工場 TNC』（エフエヌエヌニュースこうじょう ティーエヌシー）である。協力：西日本新聞。

## 放送時間
いずれもJST。

### 平日
- 月曜 - 金曜 23:00 - 24:20 （1987年4月1日 - 1987年9月30日） - 23:10から23:50までは『プロ野球ニュース』を放送。

### 週末
- 土曜・日曜 23:30 - 24:40 （1987年4月4日 - 1987年9月27日） - 23:45から24:35までは『プロ野球ニュース』を放送。

## キャスター
- シフト勤務